# Malalai Joya
Malalai Joya (Pashtu: ملالۍ جویا; Provincia di Farah, 25 aprile 1978) è un'attivista, scrittrice ed ex politica afghana.

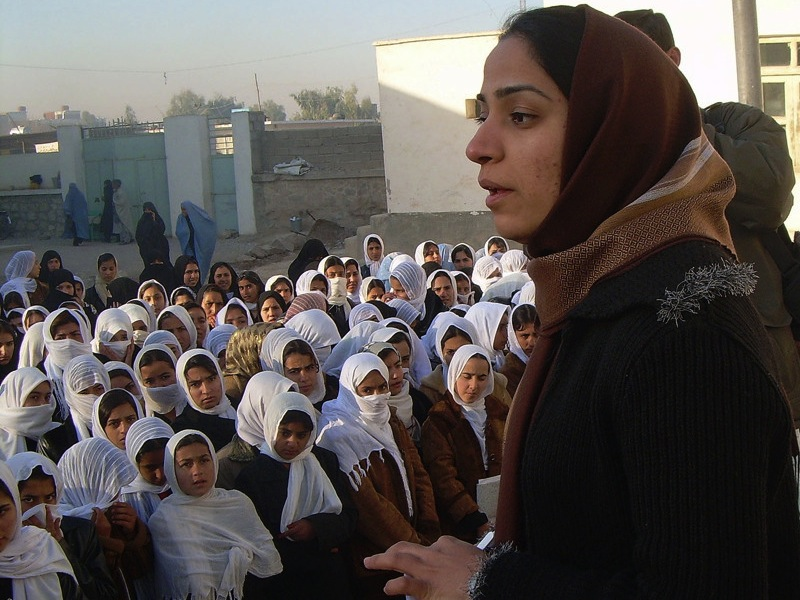
Malalai Joya visita una scuola femminile nella provincia afghana di Farah

Eletta come membro della loya jirga dalla provincia di Farah, il 17 dicembre 2003 ha denunciato nell'assemblea riunita per ratificare la costituzione dell'Afghanistan la presenza di persone da lei definite "signori e criminali di guerra" e da allora ha subito diverse minacce di morte e deve vivere sotto scorta. Da tempo vive in Spagna.
Nel maggio 2007, Joya è stata sospesa dal suo ruolo di membro del parlamento sulla base di insulti ad un suo collega durante una trasmissione televisiva. La sua sospensione, a cui ha fatto appello successivamente, ha generato forti proteste a livello internazionale, tra le quali una dichiarazione firmata da scrittori e intellettuali, quali Naomi Klein e Noam Chomsky, e politici appartenenti ai parlamenti di Canada, Germania, Regno Unito, Italia e Spagna. È stata paragonata a Aung San Suu Kyi, simbolo del movimento democratico in Birmania.
È stata definita nel 2007 "la donna più coraggiosa dell'Afghanistan" dalla BBC. Nel 2010, la rivista Time ha inserito Malalai Joya nella sua lista annuale delle 100 persone più influenti al mondo. La rivista Foreign Policy l'ha inserita nella sua lista annuale dei 100 maggiori pensatori al mondo. Nel marzo 2011, The Guardian l'ha inserita tra le 100 principali donne attiviste.

## Biografia
Joya è nata il 25 aprile 1978, nella provincia di Farah, nell'Afghanistan occidentale. Suo padre era un ex studente di medicina che ha perso una gamba mentre combatteva nella guerra sovietico-afghana. Nel 1982, quando aveva 4 anni, la sua famiglia fuggì dall'Afghanistan per vivere come rifugiata nel vicino Iran. È stata coinvolta nel lavoro umanitario mentre era in terza media.
 — Malalai Joya, 5 novembre 2007
Joya è tornata in Afghanistan nel 1998, durante il regno dei talebani. Da giovane ha lavorato come attivista sociale ed è stata nominata direttrice del gruppo non governativo, nelle province occidentali di Herat e Farah.  È sposata, ma non ha rivelato il nome di suo marito per paura per la sua incolumità.

### Il discorso alla Loya Jirga del 2003
Malalai Joya ha attirato l'attenzione internazionale quando, come delegata eletta alla Loya Jirga convocata per ratificare la Costituzione dell'Afghanistan, si è espressa pubblicamente contro il dominio dei signori della guerra il 17 dicembre 2003.
Alcuni delegati hanno applaudito il discorso, ma altri hanno espresso insoddisfazione, tra cui il capo della Loya Jirga, Sibghatullah Mojaddedi, che l'ha definita "infedele" e "comunista", e le ha ordinato di uscire dall'assemblea. Alcuni delegati sono stati sentiti gridare minacce di morte. Dopo che alcuni rappresentanti sono intervenuti in merito alla sua espulsione, Joya è tornata in assemblea, ma ha rifiutato di scusarsi dopo essere stata interpellata da Mojadeddi.

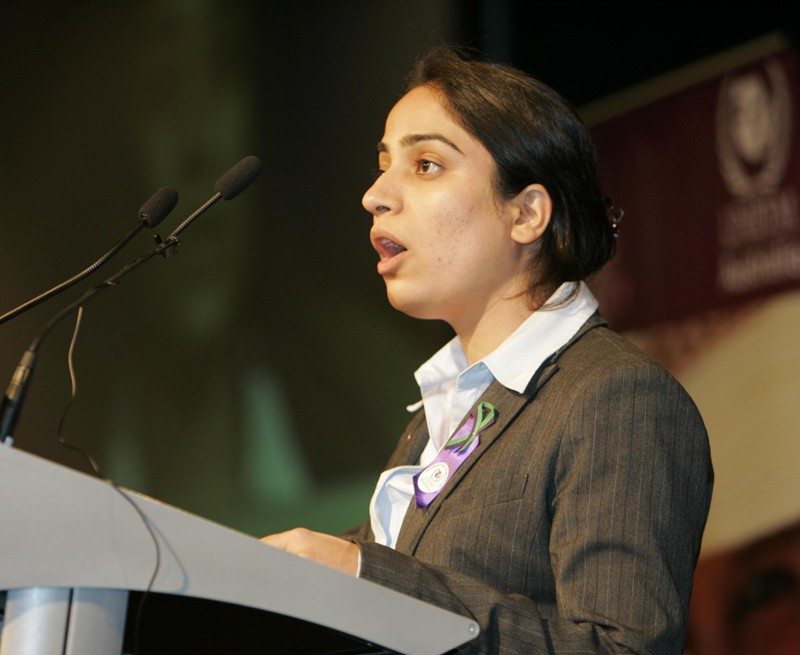
Malalai Joya parla in Australia, 2007

World Pulse Magazine (numero 1, 2005) ha scritto:

## Opere
- (EN) Raising my Voice: The extraordinary story of the Afghan woman who dares to speak out, Ebury Publishing, 15 settembre 2009, ISBN 9781407028729.
- Finché avrò voce. La mia lotta contro i signori della guerra e l'oppressione delle donne afgane, Piemme, 2 marzo 2010, ISBN 978-8856613025.

## Onorificenze
- Dicembre 2004, la Valle d'Aosta ha assegnato il Premio Internazionale delle donne del 2004.
- Premio del Giglio d'Oro della Regione Toscana (23 luglio 2007).
- 11 settembre 2007, Il Parlamento europeo ha nominato Joya tra cinque candidati al Premio Sakharov per la libertà di pensiero 2007.
- 6 ottobre 2007, il Comune di Viareggio le ha assegnato il premio Mare Nostrum.
- 9 ottobre 2007, Comune di Bucine in provincia di Arezzo e Supino in Provincia di Frosinone le conferiscono il Premio per l'impegno civile.
- 11 febbraio 2008, Malalai Joya e il documentario Nemici della felicità sono stati premiati con l'International Human Rights Film Award di Amnesty International, Cinema per la Pace e la rete dei diritti umani.
- 21 ottobre 2008, il Consiglio regionale della Toscana ha conferito a Malalai Joya una medaglia d'oro.
- 10 ottobre 2010, l'Università Svizzera-Italia della Pace ha conferito il suo Premio Internazionale "Donna dell'Anno 2010" a Malalai Joya.

## Nella cultura di massa

### Libri
- La vita e l'attività politica di Malalai Joya hanno ispirato un romanzo d'avventura pubblicato in Italia, La leggenda del Burqa di Thomas Pistoia.[9]

### Canzoni
- Il gruppo de I Luf insieme a Flavio Oreglio le hanno dedicato la canzone Kabul

### Film
- Malalai Joya sostiene le vittime di stupro, 2008, di Glyn Strong.
- I nemici della felicità, 2006, diretto da Eva Mulvad.
- Una donna tra i signori della guerra (2007). Regia di Eva Mulvad . In onda sulla serie TV Wide Angle nel settembre 2007.
- Afghanistan Unveiled 2004, di Nicolas Delloye, Aina Productions
- Malalai Joya (Il matrimonio di Samia), agosto 2010, di Glyn Strong